# Ahmed Said
Ahmed Said (en árabe أحمد سعيد ; El Cairo, 13 de marzo de 1984) es un exfutbolista internacional egipcio. Jugaba de defensa central.

## Trayectoria
Ahmed Said empezó en las categorías inferiores del El Shams. En 2004 debuta con la primera plantilla del club. La temporada siguiente juega para el Ismaily SC.
En 2006 ficha por su actual equipo, el Haras El-Hodood. Conquista la Copa de Egipto en dos ocasiones 2009 y 2010. También ha ganado una Supercopa.

## Selección nacional
Ha sido internacional con la Selección de fútbol de Egipto en 10 ocasiones. 
Participó en la Copa FIFA Confederaciones 2009, en donde disputó tres encuentros.

## Clubes
| Club                            | País    | Año       |
| ------------------------------- | ------- | --------- |
| El Shams Club                   | Egipto  | 2004-2005 |
| Ismaily Sporting Club           | Egipto  | 2005-2006 |
| Haras El-Hodood                 | Egipto  | 2006-2012 |
| Wadi Degla Sporting Club        | Egipto  | 2012-2013 |
| Lierse SK (préstamo)            | Bélgica | 2012-2013 |
| Smouha Sporting Club            | Egipto  | 2013-2016 |
| Misr Lel Makkasa Club           | Egipto  | 2016      |
| El Entag El Harby Sporting Club | Egipto  | 2016-2017 |
| Pyramids Football Club          | Egipto  | 2017-2018 |
| El Gouna FC                     | Egipto  | 2018-2019 |
| ZED FC                          | Egipto  | 2019-2020 |

## Palmarés
- 2 Copas de Egipto (Haras El-Hodood, 2009 y 2010)
- 1 Supercopa de Egipto (Haras El-Hodood, 2009)